# Марія Терезія Турн-унд-Таксіс (1757–1776)
Марія Терезія Турн-унд-Таксіс (нім. Maria Theresia von Thurn und Taxis), (нар. 10 липня 1757 — пом. 9 березня 1776) — принцеса Турн-унд-Таксіс, донька 4-го князя Турн-унд-Таксіс Карла Ансельма та вюртемберзької принцеси Августи Єлизавети, дружина князя Крафта Ернста цу Еттінген-Еттінген та Еттінген-Валлерштайн.

## Біографія
Марія Терезія народилася 10 липня 1757 року у Регенсбурзі, ставши первістком для спадкоємного принца Турн-унд-Таксіс Карла Ансельма та його першої дружини Августи Єлизавети Вюртемберзької. Дівчинка з'явилась на світ за чотири роки після весілля батьків. Згодом родина поповнилася ще сімома дітьми, з яких вижило четверо. Мешкало сімейство в Регенсбурзі. 
Батько у березні 1773 успадкував титул князя Турн-унд-Таксіс.
У віці 17 років Марія Терезія взяла шлюб із 26-річним рейхскнязем Крафтом Ернстом цу Еттінген-Еттінген та Еттінген-Валлерштайн. Весілля відбулося 25 серпня1774 у замку Труґенгофен у Дішингені. За півтора року в подружжя народилася їхня єдина донька Фредеріка Софія Тереза Антонія (1776—1831) — дружина князя Карла Ойгена фон Ламберга, мала восьмеро дітей, троє з яких досягли дорослого віку.
Померла Марія Терезія за чотири дні після її народження. Поховали княгиню у крипті каплиці монастиря Майгінгену.